# Diego Magne
Rafael Diego Campos-Salazar Magne (Trujillo, 29 de julio de 1969), conocido por su nombre artístico Diego Magne y por su apelativo como el Mago, es un cantante, productor musical, disc-jockey y compositor peruano. Alcanzó reconocimiento por haber desarrollado su carrera artística dentro de los géneros pop y eurodance, y por haber producido y compuesto para otros artistas y canales de televisión en su país. Es el padre de la actriz y cantante Adriana Campos-Salazar.

## Biografía
Realizó sus estudios de música y producción musical en la Universidad de Cambridge. Tras mudarse a España, Magne comienza su carrera artística en los años 1990 conformando el grupo musical de eurodance DC3, donde interpretaría el tema «Qué descontrol», consiguiendo entrar a la posición 7 del ranking de la revista Billboard. Tras la separación del grupo, se incursiona como solista, bajo el nombre artístico de Diego Magne, utilizando su nombre real y su segundo apellido.[cita requerida]
En el año 1997, lanzó su álbum de estudio debut Intriga Dance, en el cual ha comprendido sus temas musicales: «Pasión gitana», «Déjate llevar», «No pares», «En tu piel» y «Toma toma de goma»,además de relanzar el disco en 2018.[cita requerida] Al año siguiente, lanzó su álbum debut Genética Pop, instalándose en el género synth pop y eurodance, bajo la colaboración de la disquera Iempsa.
A lo paralelo, inicia su etapa como compositor y productor musical, prestando su colaboración con el cantante Guajaja para el lanzamiento de la canción  «Saca roncha», en la que volvió a trabajar con él para sus siguientes sencillos: «A mi que chu» y «Mi primo Coco».
Magne firmó contrato con las disqueras internacionales Vale Music y Warner Music, donde ha participado en la producción musical con otros artistas. Dentro de sus trabajos, se destacó por haber producido y compuesto la canción «Estrella» de la cantante Sara Salazar, y ha participado en numerosos proyectos con Sonia Basseda.
A partir de los años 2000, participó en la elaboración del álbum de estudio Afrodance de la cantante Julie Freundt, añadiendo música criolla fusionada con el rock.
En el año 2005, firmó un contrato con la disquera Sony Music como artista multinacional, en el cual logró vender 50,000 de su primer sencillo, además de llevar a sus canciones en el ámbito internacional.
A partir del año 2012, Magne se desempeñó como compositor de música del reality show peruano Esto es guerra, en el cual ha compuesto 32 canciones para el programa.
Magne interpreta su nuevo material Olvídate flaca en 2015, volviendo a posicionarse en el panorama musical nacional. Además, ha participado en el videoclip del tema al lado de la bailarina Karen Dejo.
En el año 2016, lanza la canción de su autoría «Veneno», siendo estrenado para la emisora española RAC105 y otras televisoras de ese país. En ese mismo año, se lanzó un videoclip contando con la presencia de la modelo y personalidad de televisión peruana Evelyn Vela.
En el año 2020, escribió la canción Alza las manos.[cita requerida] En ese año, reeditó la canción principal del programa de noticias Panorama de Panamericana Televisión.[cita requerida]
A partir de 2021, inicia su colaboración con la carrera musical de su segunda hija, la actriz y cantante Adriana Campos-Salazar, dentro de la producción musical, componiendo y produciendo. Una de sus canciones «Voces», estrenada en 2021, fue el tema de la banda sonora de la teleserie De vuelta al barrio.Adicionalmente, participó esporádicamente en los videoclips de los temas interpretadas por Adriana, «Empezamos de cero» y «Peli de Disney», en el año 2024.[cita requerida]
En ese mismo año, Magne fue parte de la producción musical de la teleserie Los otros libertadores de Latina Televisión.[cita requerida]
En el año 2025, funda su banda musical de pop y rock urbano DRM, conformando el elenco junto al cantante Enrique «Rike» Herrera y el músico Mario Guzmán «Mag». Con el grupo, Magne estrena el sencillo debut Rojo y azul en ese año.

## Vida personal
Desde a inicios de los 2000, mantiene una relación conyugal con la española Rebeca Cortés, con quién tiene dos hijas: Carla (n. 2002) y Adriana (n. 2006).
Carla Campos-Salazar se desempeña como celebridad de Internet y diseñadora gráfica, además de ser la pareja del youtuber y escritor Víctor «Curwen» Caballero. 
Adriana Campos-Salazar es actualmente, actriz y cantante, que ha participado en diferentes proyectos de teatro musical, cine y televisión en el Perú, y es pareja del actor Thiago Vernal.

## Discografía

### Álbumes de estudio
- 1997: Intriga Dance
- 1998: Genética Pop
- 2015: Olvídate flaca
- 2016: Veneno